# Бєляєвський Леонід Степанович
Леонід Степанович Бєляєвський (нар. 22 травня 1937, Дудінка, СРСР) — професор, двічі лауреат Державної премії України в галузі науки і техніки, лауреат премії ім. М. Є. Жуковського, Заслужений діяч науки і техніки України.

## Нагороди
- Державна премія України в галузі науки і техніки (1996, 2005)[3].
- Премія імені М. Є. Жуковського (1997)[4].
- Заслужений діяч науки і техніки України[5][6].
- Значок «Відмінник народної освіти УРСР»[7].
- Заслужений працівник транспорту України[8].
- Нагрудний знак «Винахідник СРСР»[9].